# Vịnh Xuân quyền
Vịnh Xuân quyền (詠春拳, Wing Chun, ving tsun, Wing Tsun, Wing Chun kuen, Wingchun-kuen) còn được biết đến dưới tên gọi Vĩnh Xuân quyền (永春拳) và những biến thể khác về tên như Vịnh Xuân công phu (詠春功夫) hay Vịnh Xuân phái (詠春派), là một môn võ thuật có nguồn gốc từ Nam Thiếu Lâm tại tỉnh Phúc Kiến, Trung Quốc.
Bên cạnh thiểu số cho rằng rất có thể môn phái đã có lịch sử không dưới 400 năm. Hầu hết đều khẳng định nguyên khởi Vịnh Xuân quyền từ phong trào Phản Thanh phục Minh cách đây chừng 2 thế kỷ.
Môn phái đã du nhập đến các quốc gia lân cận và phương Tây trong thời hiện đại, sau khi sự thành đạt của Lý Tiểu Long trên màn ảnh những thập niên 70 đã giúp quảng bá hình ảnh môn phái khắp thế giới. Vịnh Xuân quyền từ chỗ chỉ được truyền dạy âm thầm trong các gia tộc trở thành một trong những phái võ thuật được nhiều người biết đến và luyện tập, với hàng triệu đệ tử và hàng chục chi phái trên toàn thế giới.

## Lịch sử và tên gọi của môn phái
Cho đến nay, những cứ liệu lịch sử chính xác về quá trình hình thành, phát triển của môn phái vẫn còn chìm trong mây mù của thời gian. Hầu hết thông tin lịch sử môn phái đều được truyền miệng giữa các đời truyền nhân nên có nhiều khác biệt giữa thực tế và giai thoại mang tính truyền thuyết.
Nhưng có một điểm hầu hết các thuyết đều thống nhất, đó là thời gian ra đời của môn phái nằm trong khoảng giai đoạn phong trào phản Thanh phục Minh ở Hoa lục, cách ngày nay trên dưới 200 năm, đang phát triển rầm rộ. Chi tiết hơn về niên đại, Vương Thái trong Sổ tay Võ thuật còn viết: "Võ phái Vịnh Xuân ra đời gần 2 thế kỷ, vào năm Gia Khánh đời Thanh (1810), thuộc Nam Phái Thiếu Lâm".
Một trong những thuyết phổ biến nhất do Đại tôn sư Vịnh Xuân Diệp Vấn truyền lại là danh xưng môn phái bắt nguồn từ tên của vị tổ sư môn phái là Nghiêm Vịnh Xuân, con gái của Nghiêm Nhị, học trò của Ngũ Mai lão sư thái. Nghiêm Vịnh Xuân truyền những kỹ thuật mình sở đắc lại cho chồng là Lương Bác Trù. Lương Bác Trù sau đó phát triển môn võ và đặt tên theo tên của vợ là Vịnh Xuân quyền .
Một số học thuyết về lịch sử môn phái đã nhấn mạnh vai trò sáng tổ của các nhân vật có liên quan đến phong trào khởi nghĩa dưới ngọn cờ khôi phục Minh triều thông qua việc chiết tự tên môn phái. Theo đó, chữ Xuân 春 được hiểu bao gồm 3 chữ Đại (大), Thiên (天) và Nhật (日) (ánh sáng bao la khắp gầm trời) ngầm ý chỉ nhà Minh (明), và chữ Vĩnh (永) với ý nghĩa mãi mãi, hoặc chữ Vịnh (詠) có ý nghĩa ca ngợi.
Một thuyết nữa cho rằng môn phái Vịnh Xuân bắt nguồn từ một cao tăng của chùa Thiếu Lâm là Chí Thiện thiền sư. Sau khi chùa bị nhà Thanh đốt phá, ông đã trốn xuống phía nam và ở ẩn trong đoàn Hồng thuyền. Về sau, ông phát triển một kỹ thuật chiến đấu cận chiến đặc biệt, đặt trọng tâm vào tốc độ, xung lực và mượn lực, gần giống Thái cực quyền, vận động theo các vòng xoáy và cuốn, nhưng với biên độ nhỏ hơn rất nhiều để tăng cường tốc độ. Hệ thống kỹ thuật mới này được ông gọi là Vịnh Xuân, theo tên của tòa Vĩnh Xuân điện trong chùa Thiếu Lâm.
Một thuyết khác lại cho rằng, Vịnh Xuân quyền bắt nguồn từ một người hát kịch và giỏi võ thuật dưới triều Hoàng Đế Ung Chính (1723-1736) tên là Trương Ngũ, tự Than Thủ Ngũ ở Hồ Nam đến Phật Sơn truyền lại môn võ này và rồi truyền tới Hoàng Hoa Bảo, Lương Nhị Để và Đại Hoa Diện Cẩm (A Cẩm).

## Yếu lĩnh
Bàn về hệ thống kỹ thuật của Vịnh Xuân quyền, trên sự quan sát bề nổi của nhiều người, đó là cảm nhận về một hệ thống khá đơn giản với vài ba bài quyền, một bài côn, một bài đao và một bài mộc nhân thung. Thật hiếm có một võ phái nào khác chỉ dựa trên nền tảng một vài bài quyền và bài binh khí như vậy.
Tuy nhiên, Vịnh Xuân quyền không nhấn mạnh vào tính hình thức và do đó rất khó khăn để trở thành một hệ thống để biểu diễn. Các bài quyền không phản ánh tính chất quy ước cho các chiêu thức, phân thế cụ thể từng chiêu tấn công hay phòng thủ (chẳng hạn như một số võ phái dạy đòn thế theo kiểu khi đối phương đấm thì ta đỡ thế nào và phản công ra sao), mà là những nguyên lý tấn công và phòng thủ rất cần sự sáng tạo của môn sinh khi ứng dụng thực chiến.
Theo những võ sư Vịnh Xuân lão luyện, yếu lĩnh tự nhiên tính được đề cao hàng đầu, vì vậy những người cố gắng theo đuổi vẻ đe dọa bên ngoài của động tác sẽ không bao giờ phát triển được trong môn võ này. Kỹ thuật các dòng Vịnh Xuân quyền trên thế giới cho thấy tính chất "đại đồng tiểu dị" với những điểm giống nhau là căn bản, bao gồm trong nó những nguyên lý xuyên suốt khi luyện tập các bài quyền; khái niệm "xả kỷ tòng nhân" (quên mình theo người), "thính kình" (nghe lực), "tâm ứng thủ” (khi đầu óc nghĩ đến một đòn đánh là chân tay thực hiện thành công); hệ thống đòn chân không có đá xoay người hay đá bay; hệ thống thủ pháp nhu nhuyễn nhưng nhanh và mạnh như roi quất; tấn pháp kiềm dương mã tự, xước mã (đạp bộ); công phu niêm thủ, niêm cước, trao đổi thân, niêm côn và đao; và các bài luyện tập trên mộc nhân trang.

## Kiều thủ (橋手)
Hệ thống quyền pháp của Vịnh Xuân quyền xuất phát từ Nam Thiếu Lâm tại tỉnh Phúc Kiến mà kỹ pháp đặc trưng của nó là hệ thống kiều thủ (phát âm theo âm Quảng Đông là Kìu Sẩu, hàm nghĩa “tay bắc cầu” hay “tìm cầu nối giữa công và thủ”), là đoạn xương cánh tay trước từ cổ tay đến cùi chỏ dịch nghĩa sang tiếng Anh là the Bridge Hand Techniques hay the Bridge Arm Techniques.
Hầu hết các võ phái tại miền Nam Trung Hoa bắt đầu từ bờ phía Nam sông Trường giang (Dương Tử Giang) trở xuống, tức là bao gồm các tỉnh Phúc Kiến, Quảng Đông, Quảng Tây, Tứ Xuyên, Vân Nam,... đều có nguồn gốc từ ngôi chùa Nam Thiếu Lâm tại tỉnh Phúc Kiến, do vậy các hệ thống kỹ thuật đòn tay đều dùng chữ Kiều và bộ tấn dùng chữ Mã bộ ám chỉ bộ chân di chuyển và gọi tắt là Kiều Mã (Kiều phải chắc chắn, Mã phải vững vàng) do vùng miền Nam Trung Hoa sông nước nhiều và thường đánh nhau trên ghe, thuyền nên phải trụ bộ một chỗ đánh.
Trong Thiếu Lâm Hồng gia thường có câu: "ổn mã ngạnh kiều" 穩馬硬橋, "trường kiều đại mã"长橋大馬, "đoản kiều tiểu mã" 短橋小馬, tạm dịch là ngựa vững cầu cứng, ngựa lớn cầu dài, ngựa nhỏ cầu ngắn, nghĩa là bộ tấn vững chãi đòn tay rắn chắc, đòn tay dài với bộ tấn rộng thấp, đòn tay ngắn với bộ tấn nhỏ hẹp và cao (cao mã).
Về chiến đấu pháp trong Thiếu Lâm Hồng gia lại có câu: xuyên kiều tranh mã xích thân trửu 穿橋爭馬尺身肘, nghĩa là chủ về lối đánh trụ bộ (một chỗ) cận chiến và nhập nội nhiều hơn, xuyên kiều nghĩa là xuyên tay và len tay vượt trên tay đối phương, "tranh mã" nghĩa là phải dùng chân nêm chặt bộ vị (thế tấn) của đối phương, xích thân trửu nghĩa là thân và cùi chỏ (trửu) phải luôn áp sát đối phương.
Trong Bạch Mi quyền lại có câu chiến đấu pháp: hữu kiều – kiều thượng quá, mậu kiều – tự chế kiều 有橋 – 橋上過, 瞀橋 – 自製橋 nghĩa là có cầu (hữu kiều, gặp kiều thủ đối phương bắc cầu) thì phải leo lên cầu mà vào nghĩa là gặp tay địch nhân thì phải dùng tay của mình chặn ở trên mà tiến vào mình đối phương (kiều thượng quá), nếu không có kiều rõ ràng (2 bên có khoảng cách chưa bên nào ra tay trước) - (mậu kiều) - thì phải đưa tay bắc cầu mà vào (tự chế kiều).
Các bộ quyền của Nam Thiếu Lâm (hay Nam Quyền) thường dùng 2 thế tấn căn bản trong các bài quyền là tứ bình bát phân (Sei Ping Baat Fahn 四平八分) còn gọi là tứ bình mã (Sei Ping Ma 四平馬) tức là Trung bình tấn, và thế tấn thứ hai là Nhị tự kiềm dương mã (Yee Gee Kim Yeung Ma – Yih Jih Kìhm Yèuhng Máh 二字鉗（箝/拑）陽馬 – 二字鉗（箝/拑）陽馬) gồm đại kiềm dương mã 大鉗（箝/拑）陽馬 và tiểu kiềm dương mã 小鉗（箝/拑）陽馬 (dương đây chúng ta phải hiểu nghĩa Hán Việt là giống đực) (xem kiềm dương tấn).
Trong Nam Quyền (Hồng Gia quyền, Bạch Mi quyền, Vịnh Xuân quyền, Bạch Hạc quyền) thường dùng chữ kiều mã 橋馬 để nhấn mạnh tầm quan trọng của kiều thủ và mã bộ khi giao thủ với đối phương không cho đối phương niêm kiều, triệt kiều, phá mã.
3 bài đầu tiên (Tiểu niệm đầu, Tầm kiều, Tiêu chỉ) là những giai trình luyện tập các động tác kiều thủ căn bản để tiến vào bài Mộc nhân trang thi triển hiệu quả các động tác kiều thủ.

## Quyền pháp
Vịnh Xuân truyền thống có 4 bài quyền cốt lõi, trong đó 3 bài đầu lần lượt tương ứng với trình độ môn sinh sơ cấp, trung cấp và cao cấp là Tiểu niệm đầu, Tầm kiều và Tiêu chỉ, làm nền tảng bài thứ 4 là bài Mộc nhân trang (tập luyện với mộc nhân), còn gọi là bài 116 (Hồng Kông); bài 160 (Quảng Đông) hay 108 (Việt Nam).
- Bài Tiểu niệm đầu đưa ra các thế tay (kiều thủ) căn bản, thế tấn Nhị tự kiềm dương mã và khái niệm Trung tâm Tuyến cho nên cũng được coi là bài tập cho môn sinh phép phòng thủ căn bản.
- Bài Tầm kiều đưa ra các thế tay phản công và các đòn chân (Thoái pháp, Cước pháp) và cách thức di chuyển bộ vị (Kiềm dương + Mai hoa bộ; đây là kỹ thuật nâng cao của môn đồ cao thủ Vịnh Xuân hệ phái của ông Lục Viễn Khai) khi giao đấu hoặc thực chiến.
- Bài Tiêu chỉ là kỹ thuật nâng cao và chỉ được truyền dạy cho đệ tử trong môn để làm nền tảng cho bài Mộc nhân trang.

Khác với chi phái tại Hồng Kông, tại Quảng Đông bài Tiêu chỉ được dạy trước bài Tầm kiều.
Quá trình lan truyền khắp thế giới và trong giao thoa với các dòng phái võ thuật khác đã sinh thành nhiều dòng phái Vịnh Xuân quyền có chỗ "đại đồng tiểu dị" không chỉ ở các công phu mà còn ở hệ thống bài quyền. Tùy dòng phái, những bài quyền hoặc hệ thống bài quyền dưới đây có thể được kể tên: Thập nhị thức, các bài Ngũ hình quyền, Vĩnh xuân quyền (bài quyền),Thủ đầu quyền, Khí công quyền (còn gọi là Vịnh xuân khí công, Bối khí quy chi), Hạc hình hư bộ, Tiểu mai hoa, Đại mai hoa v.v. và có thể có hoặc không có hai bài Tầm kiều, Tiêu chỉ.
Tuy nhiên, những bài tập rời với những nguyên lý, kỹ pháp của Tầm kiều, Tiêu chỉ vẫn được truyền dạy như cơ bản công và cơ bản kỹ thuật trong suốt những năm tháng môn sinh đến với Vịnh Xuân quyền. Theo võ sư Nam Anh của chi lưu danh xưng Vịnh Xuân chính thống phái, ba bài tập thịnh hành trong hệ Vịnh Xuân quyền Hồng Kông hiện nay (ý nói Tiểu niệm đầu, Tầm kiều và Tiêu chỉ) thực chất không thể coi là các bài quyền, mà là ba giai đoạn trong tiến trình luyện tập của môn sinh. Tại miền Nam Việt Nam thì Vịnh Xuân quyền mà ông Lục Viễn Khai dạy chỉ có học một bài quyền Tiểu niệm đầu (36 điểm thủ) và đã bao gồm Tầm kiều,Phiêu chỉ mà võ sư Nam Anh đã nói như trên,Vịnh Xuân quyền trên toàn thế giới đều chỉ có một bài quyền Tiểu Niệm đầu; nhưng các chi phái thêm đòn thế sửa thứ tự chút ít cho khác biệt hệ phái mà thôi,coi như "Đại đồng tiểu dị".

### Tiểu niệm đầu (Siu Nim Tao 小念頭)

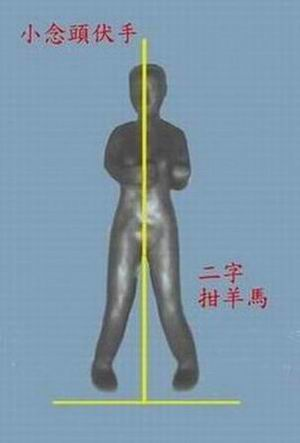
Nhị tự kiềm dương mã với chiêu thức Phục thủ trong bài Tiểu niệm đầu.

Khác với các võ phái dựa trên cơ sở căn bản là phải luyện tập vững vàng mã bộ (tấn pháp) và ngoại lực trước khi bắt đầu được truyền dạy những bài quyền đầu tiên, ngay từ những ngày đầu nhập môn Vịnh Xuân quyền, môn đồ đã được truyền dạy Tiểu niệm đầu. Bài quyền này còn có những tên gọi khác như Tiểu luyện đầu, Tiểu hình ý, Tam bái phật.
Đây là bài là căn bản để môn sinh thành thạo những thủ pháp đặc trưng của Vịnh Xuân như than thủ, bàng thủ, cổn thủ, nhật tự xung quyền, khuyên thủ, tán thủ, phục thủ, phách thủ, đấm tam tinh còn gọi là tam tinh chùy là thực hiện đấm liên tiếp ba cái trong một nhịp tấn công v.v. trên một tấn pháp duy nhất từ đầu đến cuối bài là chính thân Kiềm dương mã.
Việc làm quen tấn pháp này với sự kết hợp thủ pháp (các chiêu thức của bài đều xuất phát từ trung tuyến), cho phép môn sinh rút ngắn được thời gian luyện tập bởi ngay từ những ngày đầu đến với môn phái đã được rèn luyện không chỉ mã bộ mà cả các chiêu thức nền tảng.
Dưới đây là lời thiệu (ca quyết 歌訣) bài Tiểu niệm đầu theo Diệp Chuẩn và Lương Đĩnh. Cần lưu ý rằng Lương Đĩnh (Lueng Ting)-quyền chưởng môn Lưu phái Vịnh xuân Hồng Kông đã có một số cải biên về quyền pháp của Vịnh Xuân, có thể thấy rõ trong Tiểu niệm đầu và Tầm kiều. Theo Diệp Chuẩn(tự nhận là Vịnh xuân gốc - Original Wing chun): thức 10, 11 cách diễn quyền không như trong ca quyết:
1. Mã khai bán bộ chi nhị tự kiềm dương mã 馬開半步之二字拑陽馬
2. Giao thoa than thủ - giao thoa bát thủ - cổn thủ thâu quyền 交叉攤手 - 交叉撥手 - 滚手收拳
3. Nhật tự xung quyền - khuyên thủ thâu quyền (tả - hữu) 日字沖拳 - 圈手收拳
4. Than thủ - bán khuyên thủ - hộ thủ - phục thủ 攤手 - 半圈手 - 護手 - 伏手
5. Trắc chưởng - chánh chưởng - than thủ - khuyên thủ thâu quyền 側掌 – 正掌 -攤手 -圈手收拳
6. Tả hữu án thủ - hậu án thủ - tiền án thủ 左右按手 - 後按手 - 前按手
7. Lan thủ - phất thủ - lan thủ - song chẩm thủ - tiêu chỉ thủ 攔手 - 拂手 - 攔手 - 雙枕手 - 標指手
8. Trường kiều án thủ - song đề thủ - thâu quyền 长橋按手 - 雙提手 - 收拳
9. Trắc chưởng - hoành chưởng thâu quyền 側掌 -橫掌- 收拳
10. Than thủ - chẩm thủ - quát thủ 攤手 - 枕手 - 括手
11. Lao thủ - hạ lộ hoành chưởng - thâu quyền 撈手 - 下路橫掌- 收拳
12. Bàng thủ - than thủ - ấn chưởng - thâu quyền 膀手 - 攤手 -印掌- 收拳
13. Thoát thủ - liên hoàn xung quyền - thâu cước 脫手 - 連環沖拳 - 收腳

Lời thiệu bài Tiểu niệm đầu theo Lương Quan Mãn: 
1. Khai thung mã
2. Song giao tiễn
3. Bài chỉ
4. Phật chưởng
5. Sát thủ
6. Lạp thủ
7. Xí chưởng
8. Than thủ
9. Bàng thủ
10. Thoát thủ

### Tầm kiều (Chum Kiu 尋橋)
Như tên gọi của bài, tầm kiều (tìm cầu) chỉ rõ mục đích bài là tìm cây cầu nối giữa công và thủ, hoặc, tiếp được tay đối phương để từ đó phát hiện sơ hở tấn công. Bài chú trọng luyện chuyển bộ theo bộ pháp xước mã đặc biệt của môn phái với thế tấn trắc thân kiềm dương.
Lúc tiến theo thế "đạp bộ" hay còn gọi là "leo núi", chân trước bước kéo chân sau theo, trọng tâm thân thể luôn đặt tại chân sau. Lúc địch thủ tấn công, thế "chuyển mã" dời trung tâm tuyến và dẫn đòn đối thủ vào khoảng không. Đây là lý thuyết "dùng bộ pháp tìm tay (tầm kiều) đối thủ", "dùng eo xoay phá giải đòn công của địch".
Bài có ba thế cước đề thoái, trực đăng thoái và trắc sanh thoái, dùng chân trước để đá, chân vừa đá liền tiến một bước tới để nhập nội liên hoàn đả kích đối thủ. Những đòn tay mới được giới thiệu trong bài là chánh thân vấn thủ, phê tranh, xuyên kiều, trắc thân án thủ, trừu chàng quyền, đàn kiều xung quyền.
Lời thiệu bài Tầm kiều theo Diệp Chuẩn:
1. Mã khai bán bộ chi nhị tự kiềm dương mã 馬開半步之二字拑陽馬
2. Giao thoa than thủ - giao thoa bát thủ - cổn thủ thâu quyền 交叉攤手 - 交叉撥手 - 滚手收拳
3. Nhật tự xung quyền - khuyên thủ thâu quyền 日字沖拳 - 圈手收拳
4. Xuyên kiều - chuyển mã cập lan thủ (tả hữu phê tranh) 穿橋 - 轉馬及攔手 (左右批爭)
5. Song phục thủ - phách thủ - chánh chưởng cập hộ thủ 雙伏手 - 拍手 - 政掌及護手
6. Chuyển thân lan thủ - giao thoa than thủ - cập chuyển thân bàng thủ 轉身攔手 - 交叉攤手 - 及轉身膀手
7. Lan thủ xung quyền - phất thủ - phục thủ - thoát thủ - khuyên thủ thâu quyền 攔手沖拳 - 拂手 - 伏手 - 脫手 - 圈手收拳
8. Cầm lan - trắc thân lan thủ khởi đề thoái 擒攔 - 側身攔手起提腿
9. Hoành đạp bộ trắc thân bàng thủ - cập trắc thân giao thoa than thủ tam thức 橫踏步側身膀手 - 及側身交叉攤手三式
10. Trừu chàng quyền - phục thủ - thoát thủ - khuyên thủ thâu quyền 抽撞拳 - 伏手 - 脫手 - 圈手收拳
11. Trực đăng thoái - đạp bộ đê bàng thủ - cập song than thủ - chánh thân song vấn thủ 直登腿 - 踏步低膀手 - 及雙攤手 - 政身雙問手
12. Song trất thủ - song ấn chưởng - thâu quyền 雙窒手 - 雙印掌 - 收拳
13. Chuyển thân trắc sanh thoái - trắc thân án thủ - đàn kiều xung quyền (3 lần) 轉身側撐腿 - 側身按手 - 彈橋沖拳
14. Liên hoàn xung quyền - khuyên thủ thâu thức 連環沖拳 - 圈手收式

Lời thiệu bài Tầm kiều theo Lương Quang Mãn: 
1. Khai thung mã
2. Song giao tiễn
3. Bài chỉ
4. Tầm kiều
5. Lan kiều thủ
6. Đơn bàng thủ
7. Song bàng thủ
8. Tam không thủ

### Tiêu chỉ (Biu Tze 標指)
Tiêu chỉ hay Phiêu chỉ (phóng ngón tay) cho thấy tinh thần của bài. Đây là cấp độ tột cùng để chiến đấu tự do, với các ngón tay duỗi thẳng xỉa dẫn đạo linh hoạt thay vì một nắm đấm có tính chất cương mãnh.
Bài áp dụng nguyên lý "dĩ công vi thủ" (lấy công làm thủ), "dĩ đả vi tiêu" (lấy đánh làm hóa giải),"hậu phát dĩ tiên chí" (ra đòn sau nhưng đến trước), "dùng eo phát lực" (bắt buộc phải phối hợp trắc thân Kiềm Dương mã + Mai Hoa bộ và Báo bộ có như vậy phát đòn mới nhanh và mạnh được mặc dù đối thủ có mặc áo giáp và đang di chuyển né đòn nhưng khi trúng đòn vẫn bị chấn thương và nội thương như thường; đây cũng là một trong những bí quyết của quyền Vịnh Xuân mà chỉ một số rất ít đệ tử nhập thất được truyền dạy mà thôi, khi đã học biết rồi thì sẽ nhận thấy nó rất là bá đạo đúng như lời ông Lục Viễn Khai đã nói.Nên đại đa số môn đồ Vịnh Xuân khi chưa được học,chưa biết,chưa thấy cứ tập luyện 5 năm 10 năm mà chỉ hiểu một cách mù mờ; nếu ngộ tánh cao thì cũng chỉ đạt thành tựu khoảng vài phần trăm mà thôi.Phương pháp áp dụng vừa kể là tinh túy của tất cả bài áp dụng nguyên lý đã viết ở trên), "lực quán chỉ".
Những kỹ thuật mới là quải tranh, trắc thân vấn thủ, thượng hạ sạn thủ, khuyên cát thủ, thượng hạ canh thủ và bộ pháp khấu bộ. Riêng thế đánh chỏ, chi phái Hồng Kông chỉ có một đòn (chỏ đánh chéo từ trên xuống), sau Diệp Chuẩn thêm hai thế khác: phê trửu (chỏ đánh ngang) và cập chữu (chỏ đánh chéo từ dưới lên) bổ sung từ chi phái Quảng Đông, cho bài một sắc thái đặc biệt linh hoạt.
Lời thiệu bài Tiêu chỉ theo Diệp Chuẩn:
1. Mã khai bán bộ chi nhị tự kiềm dương mã 馬開半步之二字拑陽馬
2. Giao thoa than thủ - giao thoa bát thủ - cổn thủ thâu quyền 交叉攤手 - 交叉撥手 - 滚手收拳
3. Nhật tự xung quyền (tiêu chỉ thủ) - khuyên cát thủ thâu quyền 日字沖拳(標指手) - 圈割手收拳
4. Chuyển thân quải tranh (tam thức) - tiêu chỉ thủ thâu quyền 轉身枴爭 (三式) - 標指手收拳
5. Khẩu bộ - chuyển thân quải tranh - tiêu chỉ thủ - thượng lộ sạn thủ 口步 - 轉身枴爭 - 標指手 - 上路鏟手
6. Phất thủ - phục thủ - thoát thủ - khuyên thủ thâu quyền 拂手 - 伏手 - 脫手 - 圈手收拳
7. Chuyển thân quải tranh - tiêu chỉ thủ - hạ lộ sạn thủ 轉身枴爭 - 標指手 - 下路鏟手
8. Phất thủ - phục thủ - thoát thủ - khuyên thủ thâu quyền 拂手 - 伏手 - 脫手 - 圈手收拳
9. Chuyển thân thượng hạ canh thủ (tam thức) - phục thủ - thoát thủ - khuyên thủ thâu quyền (tả - hữu) 轉身上下耕手 (三式) - 伏手 - 脫手 - 圈手收拳
10. Trắc thân vấn thủ (tam thức) - chẩm thủ - chuyển thân phục thủ - thoát thủ - khuyên thủ thâu quyền (tả - hữu) 側身問手(三式) - 枕手 - 轉身伏手 - 脫手 - 圈手收拳
11. Tiêu chỉ thủ (tứ thức) - chuyển thân thượng lộ sạn thủ - phất thủ - phục thủ - thoát thủ - khuyên thủ thâu quyền (tả - hữu) 標指手 (四式) - 轉身上路鏟手 - 拂手 - 伏手 - 脫手 - 圈手收拳
12. Cầm nã thủ - trừu chàng quyền - ấn chưởng thâu quyền 擒拿手 - 抽撞拳 - 印掌收拳
13. Tam cúc cung đại huýnh hoàn thủ (tam thức) 三掬弓大迥還手(三式)
14. Liên hoàn xung quyền - khuyên thủ thâu quyền 連環沖拳 - 圈手收式

Lời thiệu bài Tiêu chỉ theo Lương Quang Mãn: 
1. Khai thung mã
2. Song giao tiễn
3. Bài chỉ
4. Cập trửu
5. Quải trửu
6. Phê trửu
7. Nhị đồng thủ
8. Dương thủ
9. Tháp chùy
10. Bái Phật

### Mộc nhân trang quyền pháp (Muk Yan Chon Kuen Faat 木人桩 拳 法)

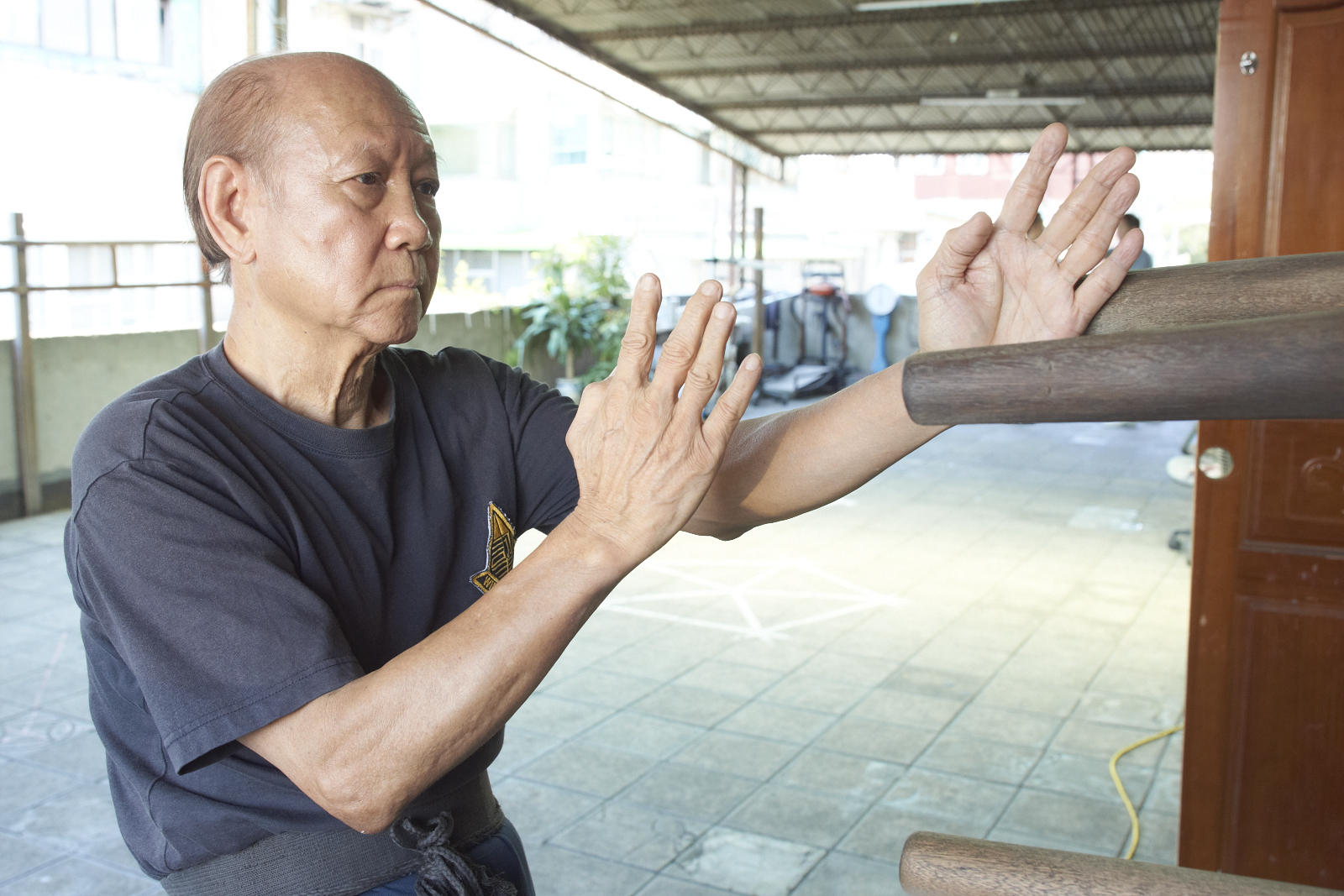
Võ sư Lô Văn Cẩm trong thức Hộ thủ vào tay với mộc nhân thung

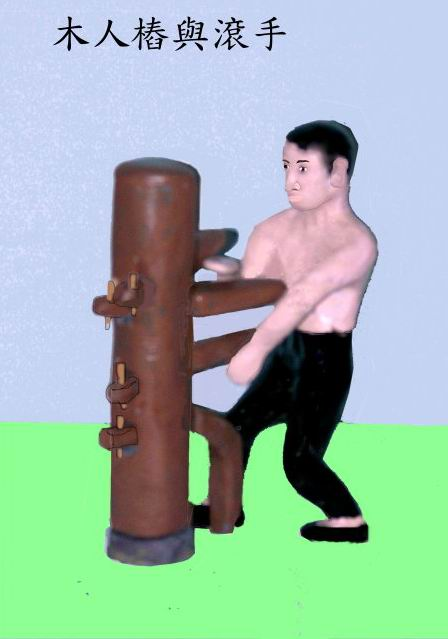
Chiêu thức cổn thủ trên mộc nhân thung

Ở Việt Nam, đa số các chi lưu Vịnh Xuân đều dịch tên bài quyền này là Mộc nhân thung （木人舂, Thật ra tên gọi đúng phải là Mộc nhân trang （木人桩, phát âm theo tiếng Quảng Đông là Mụk Yàn Chón). Trang có nghĩa là bày ra, sắp xếp ra mà ý nghĩa của mộc nhân là bày sắp ra các chi (tay chân) trên dưới để tiện cho việc luyện tập, trong khi thung có nghĩa là cọc gỗ hay trụ gỗ được chôn xuống đất.
Mộc nhân thung （木人舂） cũng có tác dụng như mộc nhân trang （木人桩） dùng để luyện tập quyền cước (các món binh khí của tay chân mà võ thuật Trung Hoa gọi là các thủ hình), nhưng Mộc nhân thung thì không có các phần tay chân (chi) lắp vào mà đó chỉ là các trụ gỗ chôn xuống đất có bó rơm trên 3 vùng Thượng (trên) - Trung (giữa) - Hạ (dưới) được dùng để luyện tay chân va chạm công phá mà các võ phái miền Nam Trung Hoa và các chi lưu Karate tại Okinawa, Nhật Bản xuất phát từ các võ phái miền Nam Trung Hoa rất ưa chuộng trong các bài tập hàng ngày.
Lời thiệu bài 116 Mộc nhân trang theo Diệp Vấn:
1. Tư thế tái chiến (phản kích) (tả thủ) 姿势再战 (反擊) (左手)
2. Phan cảnh thủ (hữu thủ) 攀颈手 (右手)
3. Hữu bàng thủ - tả hộ thủ 右膀手 - 左護手
4. Hữu than thủ - hạ lộ tả hoành chưởng 右攤手 - 下路左橫掌
5. Thượng hạ canh thủ 上下耕手
6. Cổn thủ (thượng hạ canh thủ nghịch) 滚手 (上下耕手逆)
7. Tả than thủ - hạ lộ hữu hoành chưởng 左攤手 - 下路右橫掌
8. Thượng hạ canh thủ 上下耕手
9. Hữu khấu thủ - tả thác thủ 右扣手 - 左托手
10. Tả trất thủ - hữu ấn chưởng 左窒手 - 右印掌
11. Tư thế tái chiến (phản kích) (hữu thủ) 姿势再战 (反擊) (右手)
12. Hữu trất thủ - tả ấn chưởng 右窒手 - 左印掌
13. Tả bàng thủ - hữu hộ thủ 左膀手 - 右護手
14. Tả than thủ - hạ lộ hữu hoành chưởng 左攤手 - 下路右橫掌
15. Thượng hạ canh thủ 上下耕手
16. Cổn thủ (thượng hạ canh thủ nghịch) 滚手 (上下耕手逆)
17. Hữu than thủ - hạ lộ tả hoành chưởng 右攤手 - 下路左橫掌
18. Thượng hạ canh thủ 上下耕手
19. Tả khấu thủ - hữu thác thủ 左扣手 - 右托手
20. Hữu trất thủ - hạ lộ tả hoành chưởng 右窒手 -下路左橫掌
21. Hữu nội thân phách thủ 右內身拍手
22. Tả nội thân phách thủ 左內身拍手
23. Hữu nội thân phách thủ 右內身拍手
24. Tả ngoại thân phách thủ 左外身拍手
25. Tả tiêu chỉ thủ 左標指手
26. Tả trất thủ - hạ lộ hữu nhật tự xung quyền 左窒手 - 下路右日字沖拳
27. Hữu ngoại thân phách thủ 右外身拍手
28. Hữu tiêu chỉ thủ 右標指手
29. Hữu trất thủ - hạ lộ tả nhật tự xung quyền 右窒手 -下路左日字沖拳
30. Song thác thủ 雙托手
31. Hạ lộ hữu bàng thủ 下路右膀手
32. Hữu vấn thủ (trung lộ) 右問手 (中路)
33. Hữu trắc sanh thoái 右側撐腿
34. Hạ lộ tả bàng thủ 下路左膀手
35. Tả vấn thủ (trung lộ) 左問手 (中路)
36. Tả trắc sanh thoái 左側撐腿
37. Thượng hạ canh thủ 上下耕手
38. Hữu khấu thủ - tả thác thủ 右扣手 - 左托手
39. Tả trất thủ - hữu ấn chưởng 左窒手 - 右印掌
40. Song than thủ (gạt tay từ ngoài vào) 雙攤手
41. Quyển thủ (câu liêm thủ) 圈手 (勾鐮手)
42. Hạ lộ song hoành chưởng 下路雙橫掌
43. Song than thủ 雙攤手
44. Thượng lộ song hoành chưởng 上路雙橫掌
45. Song trất thủ 雙窒手
46. Hữu khấu thủ - thượng tả canh thủ 右扣手 - 上左耕手
47. Tả khấu thủ - thượng hữu canh thủ 左扣手 - 上右耕手
48. Hữu khấu thủ - thượng tả canh thủ 右扣手 - 上左耕手
49. Tả trất thủ - hữu ấn chưởng 左窒手 - 右印掌
50. Hữu bàng thủ 右膀手
51. Trắc thân hữu trực đăng thoái - hữu than thủ - trung lộ tả hoành chưởng 側身右直登腿 - 右攤手 -中路左橫掌
52. Thượng hạ canh thủ 上下耕手
53. Tả khấu thủ - thượng hữu canh thủ 左扣手 - 上右耕手
54. Hữu khấu thủ - thượng tả canh thủ 右扣手 - 上左耕手
55. Tả khấu thủ - thượng hữu canh thủ 左扣手 - 上右耕手
56. Chính thân hữu khấu thủ - hạ lộ tả hoành chưởng 政身右扣手 -下路左橫掌
57. Tả bàng thủ 左膀手
58. Trắc thân tả trực đăng thoái - tả than thủ - trung lộ hữu hoành chưởng 側身左直登腿 - 左攤手 -中路右橫掌
59. Thượng hạ canh thủ 上下耕手
60. Hữu khấu thủ - tả thác thủ 右扣手 - 左托手
61. Tả trất thủ - hữu ấn chưởng 左窒手 - 右印掌
62. Tiên hữu phục thủ - hậu hữu phất thủ 先右伏手 - 後右拂手
63. Tiên hữu phục thủ - hậu hữu phất thủ 先右伏手 - 後右拂手
64. Tiên hữu phục thủ - hậu hữu phất thủ 先右伏手 - 後右拂手
65. Hữu khấu thủ - hạ lộ tả hoành chưởng 右扣手 -下路左橫掌
66. Cổn thủ (thượng hạ canh thủ nghịch) 滚手 (上下耕手逆)
67. Chính thân bão bài chưởng (thượng hữu thủ - hạ tả thủ) 政身抱排掌 (上右手 - 下左手)
68. Tả bàng thủ 左膀手
69. (Tả cước tấn bộ) Trắc thân bão bài chưởng (hạ hữu thủ - thượng tả thủ) (左腳晉步) 側身抱排掌(下右手 -上左手)
70. (Tả cước hồi bộ) Thượng hạ canh thủ (thượng hữu thủ - hạ tả thủ) (左腳回步) 上下耕手(上右手 - 下左手)
71. Chính thân bão bài chưởng (thượng hữu thủ - hạ tả thủ) 政身抱排掌 (上右手 - 下左手)
72. Hữu bàng thủ 右膀手
73. (Hữu cước tấn bộ) Trắc thân bão bài chưởng (thượng hữu thủ - hạ tả thủ) (右腳晉步) 側身抱排掌(上右手 - 下左手)
74. (Hữu cước hồi bộ) Thượng hạ canh thủ (hạ hữu thủ - thượng tả thủ) (右腳回步) 上下耕手 (下右手 -上左手)
75. Tả khấu thủ - hữu phục thủ 左扣手 - 右伏手
76. Hữu trất thủ - hạ lộ tả hoành chưởng 右窒手 -下路左橫掌
77. Thượng hạ canh thủ (thượng hữu thủ - hạ tả thủ) 上下耕手(上右手 - 下左手)
78. Thượng hạ canh thủ (hạ hữu thủ - thượng tả thủ) 上下耕手(下右手 -上左手)
79. Hữu bàng thủ 右膀手
80. Hữu cầm nã thủ - tả sát cảnh thủ 右擒拿手 - 左殺頸手
81. Tả phách thủ - hữu sạn thủ 左拍手 - 右鏟手
82. Tả bàng thủ 左膀手
83. Tả cầm nã thủ - hữu sát cảnh thủ 左擒拿手 - 右殺頸手
84. Hữu phách thủ - tả sạn thủ 右拍手 - 左鏟手
85. Hữu bàng thủ 右膀手
86. Tả trực đăng thoái - hữu than thủ - trung lộ tả hoành chưởng 左直登腿 - 右攤手 - 中路左橫掌
87. Tả bàng thủ 左膀手
88. Hữu trực đăng thoái - tả than thủ - trung lộ hữu hoành chưởng 右直登腿 - 左攤手 - 中路右橫掌
89. Thượng hạ canh thủ (thượng hữu thủ - hạ tả thủ) 上下耕手(上右手 - 下左手)
90. Hữu khấu thủ - tả thác thủ 右扣手 - 左托手
91. Tả trất thủ - hữu ấn chưởng 左窒手 - 右印掌
92. Hạ lộ hữu bàng thủ 下路右膀手
93. Hạ lộ tả bàng thủ 下路左膀手
94. Hạ lộ hữu bàng thủ 下路右膀手
95. Hữu sạn thủ - chính thân tả trực đăng thoái 右鏟手 - 政身左直登腿
96. Chính thân tả trắc sanh thoái - hữu hộ thủ - tả bàng thủ政身左側撐腿 - 右護手 - 左膀手
97. Hạ lộ tả bàng thủ 下路左膀手
98. Hạ lộ hữu bàng thủ 下路右膀手
99. Hạ lộ tả bàng thủ 下路左膀手
100. Tả sạn thủ - chính thân hữu trực đăng thoái 左鏟手 - 政身右直登腿
101. Chính thân hữu trắc sanh thoái - tả hộ thủ - hữu bàng thủ 政身右側撐腿 - 左護手 - 右膀手
102. Hạ lộ hữu khấm thủ 下路右撳手
103. (Hữu cước tấn bộ) Trắc thân tả phách thủ - hạ lộ hữu hoành chưởng (右腳晉步) 側身左拍手 - 下路右橫掌
104. Hạ lộ tả khấm thủ 下路左撳手
105. (Tả cước tấn bộ) Trắc thân hữu phách thủ - hạ lộ tả hoành chưởng (左腳晉步) 側身右拍手 - 下路左橫掌
106. Hạ lộ hữu khấm thủ 下路右撳手
107. Trắc thân tả phách thủ - hữu trực đăng thoái 側身左拍手 - 右直登腿
108. Hạ lộ tả khấm thủ 下路左撳手
109. Trắc thân hữu phách thủ - tả trực đăng thoái 側身右拍手 - 左直登腿
110. Thượng lộ hữu bàng thủ 上路右膀手
111. Trắc thân song cầm nã thủ - hữu tảo thoái 側身雙擒拿手 - 右埽腿
112. Thượng lộ tả bàng thủ 上路左膀手
113. Trắc thân song cầm nã thủ - tả tảo thoái 側身雙擒拿手 - 左埽腿
114. Thượng hạ canh thủ (thượng hữu thủ - hạ tả thủ) 上下耕手(上右手 - 下左手)
115. Hữu khấu thủ - tả thác thủ 右扣手 - 左托手
116. Tả trất thủ - hữu ấn chưởng 左窒手 - 右印掌
117. Song thác thủ - thâu cước hồi thức 雙托手 - 收腿回式

### Hệ thống ngũ hình quyền (Vịnh Xuân Việt Nam)
Hệ thống ngũ hình quyền với năm con linh thú (Long, Hổ, Báo, Xà, Hạc) nằm trong chương trình luyện tập của một số dòng phái Vịnh Xuân quyền tại Hà Nội, Việt Nam như Vĩnh Xuân Nội gia quyền, Vĩnh Xuân Ngô gia Hoàng pháp và hiện cũng đã được tập luyện tại Thành phố Hồ Chí Minh. Không ai biết chính xác hệ thống này bắt đầu từ khi nào, nhưng chắc chắn nó có nguồn gốc từ Thiếu Lâm Tự. Rất có thể phát xuất từ Bạch Ngọc Phong đời nhà Nguyên Trung Hoa, khi ông nương theo bài La Hán Thập Bát Thủ gồm 18 thế tay của vị phật A La Hán của Thiếu Lâm để chế ra Ngũ Hình quyền gồm các bài quyền dựa theo những con thú nói trên và một bài tổng hợp của năm con thú.
Sau này, trải qua một tiến trình lịch sử dằng dặc, hệ thống ngũ hình đã được trau chuốc, tinh lọc, sửa đổi rất nhiều. Đáng chú ý là sự bổ sung của hệ thống này vào kỹ pháp các dòng phái Vịnh Xuân quyền Việt Nam. Khi nghiên cứu 6 bài quyền (Ngũ hình quyền tổng hợp, Long quyền, Hổ quyền, Báo quyền, Xà quyền, Hạc quyền), mặc dù đã ít nhiều có sự hòa hợp của hệ thống này so với các công phu Vịnh Xuân quyền truyền thống, người tập vẫn dễ dàng nhận ra một số khác biệt: tính đơn thế và tính chất trường quyền.
Lý giải về sự có mặt của ngũ hình quyền pháp trong Vịnh Xuân quyền Việt Nam không ngoài câu trả lời: sư tổ Tế Công là người am hiểu nhiều dòng phái võ thuật Trung Hoa, khi giảng dạy cho các môn sinh tại Việt Nam, dù vẫn nhấn mạnh công phu Vịnh Xuân, ông cũng có sự kết hợp với các dòng phái khác cho phù hợp với thể chất và năng khiếu của mỗi môn đồ. Lý giải điều đó cũng giúp ta nhận ra tại sao các dòng Vịnh Xuân tại Thành phố Hồ Chí Minh có một hệ thống bài quyền khác biệt với miền Bắc, và nhiều võ sư Vịnh Xuân quyền Việt Nam đã phát triển môn phái theo các hướng khác nhau, dù cùng xuất xứ từ tổ sư.
Cũng cần lưu ý rằng, tương truyền Nguyễn Tế Công đã du nhập hệ thống Ngũ Hình quyền từ Thiếu Lâm vào Vịnh Xuân vì Nguyễn Tế Công đã từng học qua Thiếu Lâm quyền truyền thống, nhưng trong hệ thống Ngũ Hình quyền này từ Nguyễn Tế Công cho thấy không giống Ngũ Hình quyền của Thiếu Lâm. Ngũ Hình quyền là một hệ thống quyền pháp nổi tiếng tại chùa Thiếu Lâm (Tung Sơn, Hà Nam) và tại chùa Nam Thiếu Lâm (Phúc Kiến). Hệ thống Ngũ Hình quyền tại chùa Nam Thiếu Lâm ở Phúc Kiến còn tồn tại sót lại trong hệ thống quyền pháp của Thiếu Lâm Hồng gia và Bạch Mi quyền rất rõ nét của Thiếu Lâm quyền còn vương lại nhưng cũng không giống hoàn toàn với Ngũ Hình quyền của Thiếu Lâm (Tung Sơn, Hà Nam).
Hệ thống các bài ngũ hình quyền của một số chi lưu Vịnh Xuân Quyền Việt Nam bao gồm 6 bài quyền:
1. Ngũ hình quyền tổng hợp: bài được chia thành 5 phần tách biệt ứng với năm con thú thiêng, bắt đầu từ các chiêu thức tay xà, tiến tới tay long, hổ, báo và kết thúc là tay hạc. Các thế tấn và bộ pháp trong bài hỗ trợ cho thủ pháp. Đây là bài quyền đặc biệt phong phú về chiêu thức, động tác. Phong thái kết hợp cả nhu nhuyễn, chậm rãi đến tốc lực, dương cương.
2. Long quyền: Long quyền thuộc thổ, lấy tỳ làm chủ, luyện thần. đặc trưng bởi những thế chộp, vồ (cầm nã thủ), sử dụng bàn tay với các ngón tay xòe mở rộng trong những chiêu thức nhấn mạnh nguyên lý vòng tròn, các chiêu thức thường được diễn thế lặp lại 3 lần.
3. Hổ quyền: Hổ quyền thuộc kim, chủ phế, dùng để luyện cơ bắp. Bài không có đòn chân (cước pháp). Chủ luyện đòn đấm thẳng dẫn đạo (tay hổ), đòn đánh bằng lưng bàn tay kết hợp với bật chỏ ngang. Các đòn thế thường đi theo đường thẳng, với tốc độ cao và uy lực cương mãnh không thích hợp cho nữ giới.
4. Báo quyền: Báo quyền hành mộc, chủ can, luyện gân. Bài sử dụng tấn pháp linh hoạt, nhanh nhẹn phối hợp với những đòn tấn công chớp nhoáng bằng các khớp xương giữa của đốt ngón tay gọi là Báo Chùy (tay báo) dùng để chặn đòn đối phương hay đánh bật vào huyệt thái dương, thường sử dụng hai tay tấn công đồng thời kết hợp với cước pháp.
5. Xà quyền: Xà quyền thuộc hành thủy, chủ thận, luyện khí (tiên thiên). Rắn không chân nên bài Xà quyền không có đòn cước. Bài chủ luyện sự nhu nhuyễn, linh hoạt của những ngón tay (tay xà) uốn éo với nguyên tắc dùng eo xoay để phát lực, thường áp dụng những thế tấn rất thấp và có những thế đánh dạng hồi mã thương rất độc thủ. Bài còn được luyện quỳ ngồi nằm trên mặt đất để trở thành bài Xà địa quyền.
6. Hạc quyền: Hạc quyền thuộc hành hỏa, chủ tâm, dùng để luyện tinh. Bài sử dụng những đòn đánh bằng cạnh tay (tay hạc) và cổ tay gọi là Hạc Đỉnh thủ và Hạc Câu thủ hoặc mỏ hạc gọi là Hạc Trủy thủ trong những tư thế dang mở rộng cánh với những đòn đánh chỏ kết hợp với tấn chéo, tấn một chân (hạc tấn). Nhiều môn đồ Vịnh Xuân quyền đánh giá đây là bài quyền có phong cách hào sảng và đẹp nhất trong các bài ngũ hình quyền.

### Khí công quyền (Vịnh Xuân Việt Nam)
Bài Khí công quyền (một số dòng Vịnh Xuân gọi là Bối khí quy chi) sử dụng các nguyên lý và chiêu thức như Ngũ cầm hí của danh y Hoa Đà, chủ luyện khí và lực, rất thích hợp cho dưỡng sinh. Thủ pháp của bài được luyện trên bộ pháp kiềm dương tấn. Bài phân chia rõ rệt thành nhiều phần bằng việc chuyển vị từ chính thân kiềm dương sang trắc thân kiềm dương bên phải và bên trái.

## Cước pháp
Hệ thống đòn tay Vịnh Xuân được đánh giá là vô cùng linh hoạt và hữu hiệu, nhưng nhiều người không biết rằng môn phái còn có những đòn chân rất độc đáo. Có ý kiến cho rằng cước pháp của Vịnh Xuân quyền chỉ có 16 đòn (chính xác là 8 đòn cho mỗi bên chân), có lẽ dựa trên hệ thống luyện tập(thấy rõ trong bài tập Mộc nhân) của dòng Vịnh Xuân Diệp Vấn tại Hồng Kông. Thực tế cước pháp Vịnh Xuân phong phú hơn nhiều, bao gồm cả những chiêu thức dùng chân ở tầm cực thấp với những đòn chấn khớp có uy lực khủng khiếp và những chiêu thức đánh vào sự thăng bằng của đối thủ.
Tuy nhiên, do nguyên tắc "túc bất ly địa" (chân không rời khỏi mặt đất) của Vịnh Xuân, cước pháp Vịnh Xuân chỉ truyền dạy cho học trò cao cấp sau khi môn sinh đã luyện tập tốt sự thăng bằng và có sự phối hợp với thủ pháp nhuần nhuyễn. Vịnh Xuân quyền truyền thống không đề cao những đòn đá xoay người, đá bay và cũng rất hiếm hoi những đòn đá quá tầm trung đẳng. Công phu cước là niêm cước, một hình thức tập luyện dính chân tương tự niêm thủ.
Vịnh xuân Hồng Kông thường dùng nhiều Triệt cước trong thực chiến cũng như luyện Niêm cước, ngoài ra có thể kể thêm: Bàng cước, Than cước, Trất cước, Trảm cước, Đỉnh cước, Hoành cước, Thúc gối... Tảo cước ít dùng để quét thấp như các võ phái cổ truyền Việt Nam. Trong Niêm cước khi 'biến chiêu' tấn công, Lương Đĩnh có chỉ dạy 1 thế cước cao chân của Vịnh Xuân Hồng Kông là đá thốc gót thẳng lên cổ đối phương, nó như Đỉnh cước nhưng dùng đá cao.

## Binh khí

### Lục điểm bán côn
Bài Lục điểm bán côn sử dụng cây côn (gậy) rất dài, thường bằng cao độ của người luyện tập cộng thêm phần cánh tay giơ cao (khoảng 2 thước rưỡi), có lẽ xuất xứ ban đầu cây sào chống thuyền của các môn đồ Hồng thuyền. Ở Việt Nam bài côn này có thể được tập với tề mi côn (côn ngắn đến lông mày). Theo Lương Đĩnh, bài Lục điểm bán côn có bảy thế côn căn bản là: Thương, Khuyên cái, Thiêu, Bát, Trửu, Đàn và Bán già.
Côn pháp tuy giới hạn về chiêu thức nhưng được hỗ trợ bởi nguyên tắc "tuỳ địch chi biến nhi biến" (tùy theo cái biến của địch mà biến đổi), "dĩ vô chiêu thắng hữu chiêu" (lấy không có chiêu thức để thắng có chiêu) và phương pháp niêm côn. Phương pháp niêm côn tương tự như niêm thủ, hai côn giao nhau chuyển động theo khuyên côn (xoay vòng), từ đó ta tìm hay tạo sơ hở, kiềm chế hay đánh rơi côn đối phương để tiến nhập tấn công bụng, ngực, cổ họng hay màng tai địch thủ bằng những thế tiêu long thương, bán già... Ngoài ra, cũng thường thấy tại các võ đường Vịnh Xuân song luyện "đao côn phối triển", với song đao (vũ khí ngắn) và trường côn (vũ khí dài) cùng được chiết chiêu, tập luyện, song đấu.

### Bát trảm đao

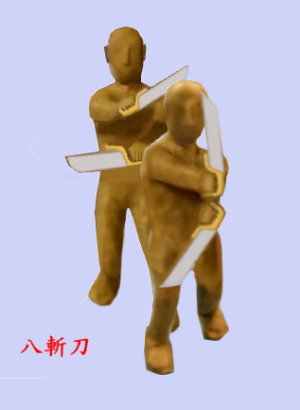
Bát trảm đao

Tùy chi phái, cây đao sử dụng trong bài còn được gọi là Ngân Loan đao, Song tô, Trủy thủ hay Dao quai, và bài còn có tên gọi là Hồ điệp đao, Hồ điệp song đao hay Nhị tự song đao. Bài sử dụng loại đao ngắn cỡ trung bình, khoảng bằng độ dài cẳng tay người tập cộng với một bàn tay xòe thẳng (chuôi đao có thể nằm gọn trong lòng bàn tay, và lưỡi đao chập theo cẳng tay trong một số động tác của bài. Chuôi đao có một vòng thép tạo thành quai, ngoài chức năng bảo vệ tay cầm đao còn giúp loan đao linh hoạt.
Bài Bát trảm đao chia làm 8 đoạn (bát trảm) với mỗi đoạn là một thế đao chính. Theo Diệp Vấn, tám đoạn của bài là:
1. Đao thức
2. Lập trảm đao
3. Than trảm đao
4. Song canh đao
5. Cổn bàng đao
6. Nhất tự đao
7. Vấn đao
8. Quải đao

Tương tự côn pháp, đao pháp áp dụng nguyên tắc kiềm chế hay đánh rơi binh khí đối phương để nhập nội an toàn kết thúc trận đấu. Tương truyền, Diệp Vấn chỉ dạy bài Bát trảm đao cho bốn đệ tử. Tuy nhiên hiện nay nhiều bài đao khác nhau mang tên Bát trảm đao nên khó phân biết được bài nào được chân truyền từ Diệp Vấn.

### Các binh khí khác
Các binh khí khác ít phổ biến hơn và chỉ được tập luyện hạn chế tại một số dòng phái gồm phi tiêu, trường kiếm, liễu diệp kiếm, tề mi côn,Trường Côn,Đoản Côn, thậm chí có cả đại đao. Khi ông Nguyễn Tế Công truyền đao pháp cho ông Lục Viễn Khai tại miền Nam được gọi là "Ngân Loan Đao" và các đệ tử thường gọi là Song đao, tất cả đòn thế đều áp dụng trong bài quyền Tiểu Niệm Đầu (36 điểm thủ) phối hợp với Kiềm dương Mai Hoa bộ và Báo bộ; vì yếu lĩnh của đao pháp Vịnh Xuân này là để bổ sung để nối dài cho tay tức là quyền thủ được nối dài thêm.
Hình ảnh của bộ song đao ngắn này cũng giống như những bộ song đao mà chúng ta thường gặp nơi các đội lân sư dùng để biểu diễn nhưng trong thực tế chiến đấu sống còn thì dao chặt thịt, chặt xương bất kể loại dao gì kể cả cây gổ 3 phân vuông ngắn cũng đều có thể đem sử dụng được hết; vì đâu có ai lại giắt cặp song đao trong người mà ra đường đâu. Trong luyện tập đao pháp này thì đệ tử sử dụng cây mây đường kính khoảng 2,5 cm dài khoảng 6 tấc trên đầu cây quấn khoảng 5 vòng ruột xe đạp để giảm bị tét thịt khi trúng đòn trong lúc tập luyện. Vì có áp dụng "đoản kình" nên khi gặp đối thủ biết Thần quyền đao kiếm chém không vô thì với đao pháp của Vịnh Xuân quyền này thì chém vô tuốt và vị Thần đang nhập xuất ra liền.
Đao pháp này chỉ thấy ông Lục Viễn Khai truyền cho khoảng 5 người đệ tử mà thôi; ông cũng cho biết sử dụng thuần thục đao pháp này thì sẽ nâng cao uy lực của quyền cước nên khi ra quyền hay cước thì tốc độ nhanh và mạnh vô cùng trúng đòn là gục mặc dù là mục tiêu di động,vì trong giao đấu đâu có ai đứng chôn chân một chỗ cho mình đánh đâu(năm 1977 tại quận 5 Thành phố Hồ Chí Minh ông Lục Viễn Khai cùng một người đệ tử đã học bộ đao pháp này cùng thị phạm cho một số đệ tử theo ông học khoảng 5 năm cho đến 10 năm cùng một số đồ tôn,đồ chắt; tất cả hỏi ông rằng: Sao ra đòn không thấy kịp.
Ông trả lời rằng: Vì đây là "vô ảnh quyền và vô ảnh cước" như vậy thì thấy cả thầy và trò đều ra đòn nhanh như thế nào). Vịnh Xuân quyền khi đã học sâu sẽ thấy nó rất bá đạo,ra đòn rất tàn độc nên ông chỉ truyền cho vài đệ tử nhập thất mà thôi,đồng thời ông cũng nói rõ ràng là người thầy truyền dạy Vịnh Xuân quyền chỉ có thể dạy 4 người trở lại mà thôi thì đệ tử mới sử dụng được trong giao đấu thực tế, nếu một lần truyền dạy từ vài chục người như các môn phái khác thì coi như vứt đi không thể giao đấu trong thực tế được cho dù học 10 năm 20 năm chỉ có thể đem ra múa may biểu diển trong các đoàn lân sư mà thôi.
Bộ đao pháp này cũng được tập với "mộc nhân trang" để tập đòn thế và luyện "đoản kình", đồng thời cũng coi như tập luyện phản xạ có điều kiện. Quá trình tập luyện rất gian khổ; cả thầy và trò đều bị tét thịt, dập tay chảy máu như cơm bữa mặc dù tập với nhau bằng cây mây đầu cây đã quấn mấy lớp ruột xe đạp nhưng lực phát ra vẫn làm tét thịt như chơi. Vì quá bá đạo nên ông chỉ truyền cho vài đệ tử có thể đếm trên đầu ngón tay và yêu cầu không phổ biến, mà chỉ truyền cho một hay hai người có tư cách đạo đức tốt để khỏi bị thất truyền. Nữ võ sư Lý Huỳnh Yến khoảng năm 1978 đã từng năn nỉ ông truyền cho bộ đao pháp này nhưng hình như chưa được học vì đến năm 1979 ông Lục Viễn Khai mất.

## Hệ thống công phu

Tôn sư Diệp Vấn đang vào tay (niêm thủ) cùng người đệ tử trẻ 18 tuổi Lý Tiểu Long

Ngoài 4 bài quyền, Vịnh Xuân có phép luyện tay nghe lực còn gọi là phép thính kình hay phép du đẩy đối phương tựa như phép Thôi thủ (đẩy tay) trong Thái Cực quyền, phương pháp này trong các chi lưu Vịnh Xuân Việt Nam thường gọi là Niêm thủ nhưng hầu hết các chi lưu Vịnh Xuân trên thế giới và tại Trung Quốc, Hong Kong gọi là Ly thủ. Ly thủ gồm có Đơn ly thủ và Song ly thủ.

### Niêm thủ (ly thủ)
Phương pháp niêm thủ (tay dính nhau) phát triển phản xạ đôi tay, môn sinh nhập nội vừa tiếp tay đối phương là tìm được sơ hở, tức thì tấn công. Chủ đích là đạt tới trình độ hai tay đánh đỡ không cần suy nghĩ (tâm ứng thủ). Niêm thủ bao gồm trong đó cả các động tác quay tay, các nguyên lý du đẩy và phá du đẩy cùng những thế đặc trưng của Vịnh Xuân như than thủ, bàng thủ v.v. và được tập luyện cùng đồng môn trong suốt tiến trình võ sinh theo học.

#### Đơn niêm thủ (Đơn ly thủ)
Đơn niêm thủ (tập niêm thủ một tay) được dạy kết hợp cùng bài Tiểu niệm đầu và hầu hết lấy các chiêu thức trong bài ra để song đối. Đơn niêm thủ kết hợp theo một chu kì những thế than thủ, phục thủ, chánh chưởng, chẩm thủ, nhật tự xung quyền, bàng thủ, và chú trọng sự chuyển biến giữa hai thế than thủ và bàng thủ.

#### Song niêm thủ (Song ly thủ)
Song niêm thủ (dính hai tay) bắt đầu với bàng thủ và tiếp với phương pháp "nhất phục nhị" để cuối cùng tới niêm thủ tự do, áp dụng nguyên lý "bất truy thủ", "tá lực xảo đả", "tiêu đả đồng thời", "tá lực phản đàn, khiêu kiều độ giang", "án đầu ngật vĩ", "lại lưu khứ tống", "súy thủ trực xung" v.v. Ở các chi phái Vịnh Xuân quyền Việt Nam, song niêm thủ bắt đầu bằng những động tác quay tay và được tập ngay từ ngày đầu tiên đến với môn phái. Ở miền Nam ông Nguyễn Tế Công truyền dạy cho ông Lục Viễn Khai "Song niêm thủ" phối hợp với Mai Hoa bộ, nên sau đó có một số đệ tử của ông Lục Viễn Khai học theo phương pháp trên; mỗi lần tập phải hơn một giờ đồng hồ để đạt được "Khí Quá Môn",thành công rồi thì các đệ tử giao đấu liên tục với nhau khoảng 45 phút mà không bị hụt hơi.Đồng thời đây cũng là cách tập phản xạ có điều kiện.

#### Song niêm thủ bịt mắt (Phong nhãn song ly thủ)
Là cấp độ cao nhất của linh giác (tri giác và cảm giác) để tiến tới song đấu tự do với ly thủ (rời tay), võ sinh bịt mắt bằng dải băng đen và chỉ còn đặt niềm tin vào khả năng cảm nhận thông qua tiếp xúc với đối phương của bản thân để tránh đòn hay phản công.

### Niêm cước (Ly cước)
Niêm cước được luyện tập nhằm phát triển khả năng cảm ứng, nghe lực và sự thăng bằng của chân. Hai người đứng trên một chân dùng chân kia chạm nhau, tạo sơ hở bằng những đòn móc chân (khấu thoái) rồi tấn công bằng những thế đá của môn phái.

### Niêm thân (Ly thân)
Niêm thân (dính thân), trong các chi phái Vịnh Xuân quyền tại Việt Nam còn gọi là Trao thân hay Tráo đổi thân, là cấp độ cao nhất của sự tiếp xúc giữa hai đối thủ nhằm hướng đến mục tiêu phát triển sự cảm ứng nhanh nhạy của toàn bộ cơ thể trước tác động lực từ phía đối phương. Đòn đánh của địch thủ vừa tiếp xúc với thân mình của môn đồ Vịnh Xuân quyền, dựa trên cơ sở thụ cảm tác động lực, môn đồ Vịnh Xuân lập tức hóa giải bằng các động tác xoay thân, triệt tiêu lực, đưa cơ thể vượt thoát ra khỏi không gian nguy hiểm do đòn tấn công của đối phương gây ra và tạo góc độ ra đòn thuận lợi để phản công.Với điều kiện áp dụng Mai Hoa bộ và phải biết sử dụng "đoản kình" để phản đòn như vậy mới đúng yếu lĩnh của Vịnh Xuân quyền là "hậu phát dĩ tiên chí" (xuất phát sau mà đến trước)

### Du đẩy (Phép thính kình tức "nghe lực")
Du đẩy hay còn gọi là phép Thính kình tức là các phương pháp tập giao thủ (chạm tay), tiếp thủ (đón tay) của đối phương và nghe (cảm nhận) phương hướng chuyển động của lực tay đối phương mà tùy theo đó để triệt kình (phá lực) của đối phương theo nguyên lý lực ly tâm nghĩa là dùng vòng tròn hóa giải lực chuyển động đường thẳng, đây là phương pháp rất thịnh hành trong các môn võ thuật Trung Hoa bắt đầu thời nhà Minh có một loại quyền pháp xuất hiện gọi là miên quyền (棉拳) - được người Trung Hoa dịch nghĩa sang tiếng Anh là Cotton Fist (quyền mềm như bông), còn gọi là nhu quyền (緜拳 - 綿拳).
Nghiên cứu lịch sử quyền pháp Trung Hoa, ta cũng nhận thấy Thái cực quyền Trần gia do Trần Vương Đình xuất phát tại làng Trần Gia Câu trong tỉnh Hà Nam cũng ra đời vào giữa cuối triều nhà Minh nghĩa là sau khi nhu quyền Trung Quốc ra đời. Trong Thái cực quyền có phép Thôi thủ dùng phương pháp Thính kình (nghe lực đối phương) cũng tựa hệt như phép Du đẩy trong Vịnh Xuân quyền, do vậy trong Thái cực quyền phổ'' của Vương Tông Nhạc có câu: Tứ lượng bát thiên cân, dẫn tiến lạc không hợp tức xuất nghĩa là dùng 4 lạng (lấy yếu - dĩ nhu) mà chống đỡ ngàn cân (trị mạnh bạo - chế cương) tương tự như cầm nã thuật của Thiếu Lâm quyền, làm cho đối phương mất thăng bằng và mất phương hướng (dẫn tiến lạc không) rồi sau đó xuất thủ (ra tay) mãnh liệt (hợp tức xuất).
Đây là các bài tập thiên về dùng sức nhằm phát triển nội lực và cảm ứng lực, người tập đứng chính thân kiềm dương hoặc trắc thân kiềm dương lồng tay vào nhau và tiến hành tác động đến đối phương bằng các động tác ép, chặn nghịch chiều. Những bài tập du đẩy thể hiện tính chất đối kháng lực rất nặng với phương pháp hầu như tương phản với những nguyên tắc niêm thủ nói trên thường thiên về nhu hòa, hóa giải lực.
Du đẩy và phá du đẩy có thể còn được thực hiện với những động tác ép, điểm, chặn, đả lên thân (vùng ngực, bụng, vai, lưng v.v.) đối phương nhằm tăng cường khả năng cảm ứng lực và chịu lực của từng phần cơ thể.

## Một số dòng phái

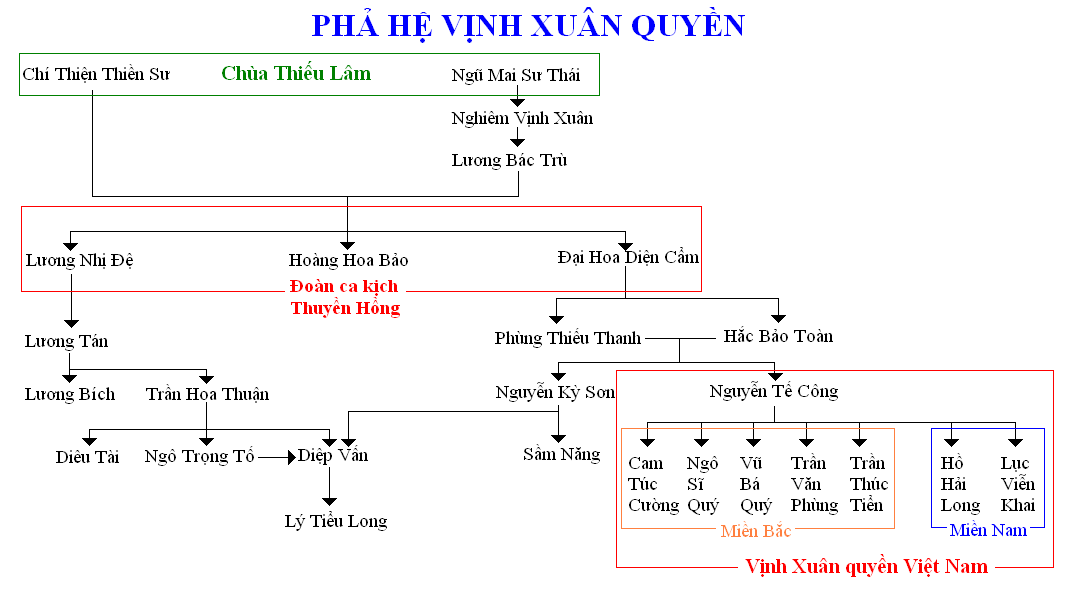
Phả hệ Vĩnh Xuân quyền Việt Nam.

Hiện nay Vịnh Xuân là một trong số những môn võ phát triển quy mô bậc nhất thế giới, trải rộng trên 140 quốc gia với rất nhiều hệ phái, trong đó có 3 hệ phái chủ đạo do Hiệp hội Vịnh Xuân quyền Thế giới phân loại là Hệ phái Vịnh Xuân quyền Hồng Kông của Đại sư Diệp Vấn (Yip Man); Hệ phái Vịnh Xuân quyền của Đại sư Nguyễn Kỳ Sơn (Yuen Kay San) và Hệ phái Vịnh Xuân Việt Nam được truyền bá tại Hà Nội. Từ năm 1939 đến 1954, ở Hàng Buồm, Hà Nội, thu nhận học trò và truyền dạy Vịnh Xuân khởi phát từ Nguyễn Tế Công. Tuy nhiên, trong Vịnh Xuân quyền toàn tập, Robert Chu, Réne Ritchie, Y. Wu đã hệ thống Vịnh Xuân quyền thế giới thành các chi phái sau:
Lưu ý, trong tên Hán tự của các hệ phái, một số hệ phái ghi rõ ràng Vĩnh Xuân quyền, thay vì Vịnh Xuân quyền.

### Các chi phái chính
1. Diệp Vấn Vịnh Xuân quyền (Yip Man Wing Chun kwen), phát triển mạnh tại Hồng Kông và nhiều nước phương Tây.
2. Nguyễn Kỳ Sơn Vịnh Xuân quyền (Yuen Kay San Wing Chun kwen)
3. Cổ Lao Vịnh Xuân quyền (Gu Lao Wing Chun kwen): phát xuất từ ngôi làng cùng tên.
4. Nam Dương Vịnh Xuân quyền (Nanyang Wing Chun kwen)
5. Bành Nam Vịnh Xuân quyền (Pannam Wing Chun kwen)
6. Bào Hoa Liên Vịnh Xuân quyền (Pao Fa Lien Wing Chun kwen)
7. Hồng Thuyền Vịnh Xuân quyền (Hung Suen Wing Chun kwen)
8. Chí Thiện Vịnh Xuân quyền (Jee Shim Wing Chun kwen)

### Các chi phái khác
1. Phật Sơn Vịnh Xuân Quyền (Fujian Wing Chun kwen)
2. Hồng Thuyền hí ban Vịnh Xuân Quyền (Hung Sue Hay Ban Wing Chun kwen)
3. Vịnh Xuân quyền Malaysia (Malaysian Wing Chun kwen): dòng phái phát triển tại Malaysia do công của Diệp Kiên (Yip Kin) từ năm 1930
4. Thiên thân Vịnh Xuân quyền (Pien San Wing Chun kwen) có gốc khởi từ lương y Lương Tán tại làng Cổ Lao
5. Vịnh Xuân quyền Việt Nam (Vietnamese Wing Chun) do Nguyễn Tế Công truyền vào từ những năm trước 1945, xin xem thêm Vịnh Xuân Quyền (Việt Nam)
6. Diêu Kỳ Vịnh Xuân quyền (Yiu Kai Wing Chun kwen)

### Các chi phái Vịnh Xuân tổng hợp
Một số dòng phái như Vịnh Xuân Thái cực quyền là sự kết hợp kỹ pháp của Vịnh Xuân quyền truyền thống với Thái cực quyền, hoặc Vịnh Xuân Triệt quyền đạo do Lý Tiểu Long khai sáng qua sự tổng hòa kungfu với những môn võ hiện đại như Taekwondo, Karatedo, quyền Anh

## Các tôn sư môn phái

### Giai thoại

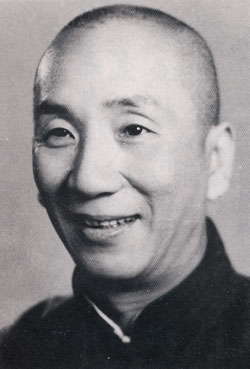
Diệp Vấn

- Ngũ Mai lão ni, (còn gọi là Ngũ Mai sư thái), tương truyền là người đã sáng tạo những công phu tiền khởi của Vịnh Xuân quyền khi quan sát xà hạc tương tranh.
- Nghiêm Vịnh Xuân, đệ tử của Ngũ Mai, đã hệ thống hóa kiến thức do sư phụ truyền dạy, sau truyền cho chồng là Lương Bác Trù.
- Chí Thiện thiền sư, tương truyền là người đã truyền công phu Lục điểm bán côn vào Vịnh Xuân quyền, cũng là nhân vật sáng tổ phái Chí Thiện Vịnh Xuân quyền.
- Miêu Thúy Hoa, con gái của Miêu Hiển và là mẹ của Phương Thế Ngọc, tương truyền đã truyền vào Vịnh Xuân quyền công phu Bát trảm đao.
- Lương Bác Trù, cao đồ Thiếu Lâm tự, chồng của Nghiêm Vịnh Xuân
- Lương Lan Quế
- Trương Ngũ, còn gọi là Than Thủ Ngũ, biệt danh "kẻ nghiền xương" vì những đòn đấm tam tinh 1 inch bẻ gãy xương nhiều đối thủ.
- Lục Cẩm (biệt hiệu Đại Hoa Diện Cẩm)
- Lương Nhị Tỳ và Hồng thuyền hội quán

### Lịch sử
- Lương Nhị Để, truyền nhân Khâm Châu Xà hình hồng quyền, sư phụ đầu tiên của Lương Tán.
- Hoàng Hoa Bảo, truyền nhân Tứ Xuyên Mai hoa quyền Vịnh Xuân, sư phụ thứ hai của Lương Tán.
- Lương Tán, hành nghề y, nổi tiếng Vịnh Xuân quyền tại Cổ Lao
- Lương Bích, con Lương Tán, sư phụ thứ hai của Diệp Vấn
- Trần Hoa Thuận, đệ tử Lương Tán, sư phụ đầu tiên của Diệp Vấn.
- Ngô Trọng Tố, đại đệ tử của Trần Hoa Thuận.
- Diệp Vấn, chưởng môn chi phái Vịnh Xuân quyền Hồng Kông, tôn sư của Lý Tiểu Long
- Nguyễn Tế Công tổ sư Vịnh Xuân quyền Việt Nam.
- Nguyễn Kỳ Sơn, em Nguyễn Tế Công